# Mitsubishi Fuso Canter
El Mitsubishi Fuso Canter es un Camión fabricado por Mitsubishi Fuso Truck and Bus Corporation y comercializado en la red de concesionarios de Mercedes-Benz vehículos industriales.
Se manufactura en la planta de Mitsubishi Fuso Truck and Bus Corporation en Tramagal, Portugal para el mercado europeo.

## Descripción
El Mitsubishi Fuso Canter es un vehículo ligero de cabinado frontal. El Mitsubishi Fuso Canter  tiene una capacidad de carga desde 3,5 hasta 8,55 toneladas.

## Sterling/Freightliner 360
En México desde 2010 se introdujo la línea canter al país, pero bajo el nombre de Sterling 360, como una alternativa de camión Cab-Over, esto en respuesta a la creciente demanda de transporte de carga ligero urbano y de media distancia, pero una vez que Sterling finaliza operaciones en México, Freightliner Absorbe la marca 360 e integra esta línea canter remarcada, como FL360,posterior a ello en años venideros con la entrada de Hino e Isuzu al país, Mitsubishi Fuso le da luz verde a la exportación de variantes de peso mayor, en un afan de competir incluso con competidores chinos como FOTON, Higer y demás, quedando pendiente el traer la variante Tractocamion y camion pesado Fuso SuperGreat, como parte de la gama Freightliner 360.